# Oscar Olou
Oscar Olou (Ouidah, 16 de novembro de 1987) é um futebolista beninense que atua como meia.

## Carreira
Oscar Olou representou o elenco da Seleção Beninense de Futebol no Campeonato Africano das Nações de 2008.